# Liste der Nummer-eins-Hits in Belgien (2013)
Dies ist eine Liste der Nummer-eins-Hits in Belgien im Jahr 2013. Für die niederländischsprachigen Landesteile (Flandern) und die französischsprachigen Landesteile (Wallonie) werden getrennte Charts ermittelt. Veröffentlicht werden die Charts von Ultratop, das auf Initiative der Belgian Entertainment Association (BEA), der Vereinigung der Musik-, Film- und Spieleindustrie des Landes, entstanden ist.

## Flandern

### Singles
| ← 2012 ← | Liste der Nummer-eins-Hits in Belgien (Flandern) | Liste der Nummer-eins-Hits in Belgien (Flandern)                                              | Liste der Nummer-eins-Hits in Belgien (Flandern)                                                                                          | 2014 → |
| \| Zeitraum \| Wo. ges. \| Interpret \| Titel Autor(en) \| Zusätzliche Informationen \| \| (Zeitraum, Wochen auf Platz eins, Interpret, Titel, Autor[en], zusätzliche Informationen) \| \| \| \| \| \| ----------------------------------------------------------------------------------------- \| -------- \| --------------------------------------------------------------------------------------------- \| ----------------------------------------------------------------------------------------------------------------------------------------- \| ------------------------------------------------------------------------------------------------------------------------------------------------------------------- \| \| 22. Dezember 2012 – 15. Februar 2013 8 Wochen \| 8 \| Will.i.am feat. Britney Spears \| Scream & Shout William Adams, Jean-Baptiste Kouame, Jef Martens, Tula Paulinea Contostavlos \| – \| \| 16. Februar 2013 – 5. April 2013 7 Wochen (insgesamt 8) \| 8 \| Macklemore & Ryan Lewis feat. Wanz \| Thrift Shop Ben Haggerty, Ryan S. Lewis \| – \| \| 6. April 2013 – 19. April 2013 2 Wochen \| 2 \| Tom Odell \| Another Love Tom Peter Odell \| – \| \| 20. April 2013 – 26. April 2013 1 Woche (insgesamt 8) \| 8 \| Macklemore & Ryan Lewis feat. Wanz \| Thrift Shop Ben Haggerty, Ryan S. Lewis \| – \| \| 27. April 2013 – 7. Juni 2013 6 Wochen \| 6 \| Daft Punk feat. Pharrell Williams \| Get Lucky Pharrell L. Williams, Nile Rodgers, Guy-Manuel de Homem-Christo, Thomas Bangalter \| – \| \| 8. Juni 2013 – 14. Juni 2013 1 Woche \| 1 \| Maaike Ouboter \| Dat ik je mis Maaike Ouboter \| Die Holländerin Maaike Ouboter gewann den Wettbewerb De beste singer-songwriter van Nederland und hatte mit ihrem Siegertitel ihren einzigen Singlehit in Flandern. \| \| 15. Juni 2013 – 5. Juli 2013 3 Wochen \| 3 \| Robin Thicke feat. T.I. & Pharrell \| Blurred Lines Pharrell L. Williams, Robin Thicke, Clifford Joseph Harris \| – \| \| 6. Juli 2013 – 12. Juli 2013 1 Woche \| 1 \| Stromae \| Formidable Paul Van Haver \| – \| \| 13. Juli 2013 – 16. August 2013 5 Wochen \| 5 \| Avicii \| Wake Me Up Aloe Blacc, Tim Bergling, Michael Aaron Einziger \| – \| \| 17. August 2013 – 11. Oktober 2013 8 Wochen (insgesamt 9) \| 9 \| Martin Garrix \| Animals Martijn G. Garritsen \| – \| \| 12. Oktober 2013 – 18. Oktober 2013 1 Woche \| 1 \| Clouseau \| Vliegtuig Kris Wauters, Stefaan Fernande \| 25 Jahre nach ihrem Chartdebüt erreicht die Band aus der Nähe von Brüssel zum vierten Mal Platz 1 der Singlecharts. \| \| 19. Oktober 2013 – 25. Oktober 2013 1 Woche (insgesamt 9) \| 9 \| Martin Garrix \| Animals Martijn G. Garritsen \| – \| \| 26. Oktober 2013 – 1. November 2013 1 Woche \| 1 \| Jason Derulo feat. 2 Chainz \| Talk Dirty Sean Maxwell Douglas, Jason Joel Desrouleaux, Tauheed Epps, Eric Frederic, Jason Evigan, Tamir Muskat, Tomer Yosef, Ori Kaplan \| – \| \| 2. November 2013 – 8. November 2013 1 Woche \| 1 \| Dvbbs & Borgeous \| Tsunami Niles Hollowell-Dhar, Chris van den Hoef, Alex van den Hoef, John James Borger Jr. \| – \| \| 9. November 2013 – 13. Dezember 2013 5 Wochen \| 5 \| Lorde \| Royals Ella Marija Lani Yelich O’Connor, Joel Little \| – \| \| 14. Dezember 2013 – 3. Januar 2014 3 Wochen \| 3 \| Marco Borsato met Jada Borsato feat. Willem Frederiks & Lange Frans, Day Ewbank & John Ewbank \| Samen voor altijd John Ewbank, Day Ewbank, Lange Frans \| – \| |                                                  |                                                                                               | | |
| ← 2012 |                                                  |                                                                                               | | → 2014 → |
| Zeitraum | Wo. ges.                                         | Interpret                                                                                     | Titel Autor(en) | Zusätzliche Informationen |
| (Zeitraum, Wochen auf Platz eins, Interpret, Titel, Autor[en], zusätzliche Informationen) |                                                  |                                                                                               | | |
| 22. Dezember 2012 – 15. Februar 2013 8 Wochen | 8                                                | Will.i.am feat. Britney Spears                                                                | Scream & Shout William Adams, Jean-Baptiste Kouame, Jef Martens, Tula Paulinea Contostavlos                                               | – |
| 16. Februar 2013 – 5. April 2013 7 Wochen (insgesamt 8) | 8                                                | Macklemore & Ryan Lewis feat. Wanz                                                            | Thrift Shop Ben Haggerty, Ryan S. Lewis                                                                                                   | – |
| 6. April 2013 – 19. April 2013 2 Wochen | 2                                                | Tom Odell                                                                                     | Another Love Tom Peter Odell | – |
| 20. April 2013 – 26. April 2013 1 Woche (insgesamt 8) | 8                                                | Macklemore & Ryan Lewis feat. Wanz                                                            | Thrift Shop Ben Haggerty, Ryan S. Lewis                                                                                                   | – |
| 27. April 2013 – 7. Juni 2013 6 Wochen | 6                                                | Daft Punk feat. Pharrell Williams                                                             | Get Lucky Pharrell L. Williams, Nile Rodgers, Guy-Manuel de Homem-Christo, Thomas Bangalter                                               | – |
| 8. Juni 2013 – 14. Juni 2013 1 Woche | 1                                                | Maaike Ouboter                                                                                | Dat ik je mis Maaike Ouboter | Die Holländerin Maaike Ouboter gewann den Wettbewerb De beste singer-songwriter van Nederland und hatte mit ihrem Siegertitel ihren einzigen Singlehit in Flandern. |
| 15. Juni 2013 – 5. Juli 2013 3 Wochen | 3                                                | Robin Thicke feat. T.I. & Pharrell                                                            | Blurred Lines Pharrell L. Williams, Robin Thicke, Clifford Joseph Harris                                                                  | – |
| 6. Juli 2013 – 12. Juli 2013 1 Woche | 1                                                | Stromae                                                                                       | Formidable Paul Van Haver | – |
| 13. Juli 2013 – 16. August 2013 5 Wochen | 5                                                | Avicii                                                                                        | Wake Me Up Aloe Blacc, Tim Bergling, Michael Aaron Einziger                                                                               | – |
| 17. August 2013 – 11. Oktober 2013 8 Wochen (insgesamt 9) | 9                                                | Martin Garrix                                                                                 | Animals Martijn G. Garritsen | – |
| 12. Oktober 2013 – 18. Oktober 2013 1 Woche | 1                                                | Clouseau                                                                                      | Vliegtuig Kris Wauters, Stefaan Fernande                                                                                                  | 25 Jahre nach ihrem Chartdebüt erreicht die Band aus der Nähe von Brüssel zum vierten Mal Platz 1 der Singlecharts.                                                 |
| 19. Oktober 2013 – 25. Oktober 2013 1 Woche (insgesamt 9) | 9                                                | Martin Garrix                                                                                 | Animals Martijn G. Garritsen | – |
| 26. Oktober 2013 – 1. November 2013 1 Woche | 1                                                | Jason Derulo feat. 2 Chainz                                                                   | Talk Dirty Sean Maxwell Douglas, Jason Joel Desrouleaux, Tauheed Epps, Eric Frederic, Jason Evigan, Tamir Muskat, Tomer Yosef, Ori Kaplan | – |
| 2. November 2013 – 8. November 2013 1 Woche | 1                                                | Dvbbs & Borgeous                                                                              | Tsunami Niles Hollowell-Dhar, Chris van den Hoef, Alex van den Hoef, John James Borger Jr.                                                | – |
| 9. November 2013 – 13. Dezember 2013 5 Wochen | 5                                                | Lorde                                                                                         | Royals Ella Marija Lani Yelich O’Connor, Joel Little                                                                                      | – |
| 14. Dezember 2013 – 3. Januar 2014 3 Wochen | 3                                                | Marco Borsato met Jada Borsato feat. Willem Frederiks & Lange Frans, Day Ewbank & John Ewbank | Samen voor altijd John Ewbank, Day Ewbank, Lange Frans                                                                                    | – |

### Alben
| ← 2012 ← | Liste der Nummer-eins-Hits in Belgien (Flandern) | Liste der Nummer-eins-Hits in Belgien (Flandern)          | Liste der Nummer-eins-Hits in Belgien (Flandern) | 2014 → |
| \| Zeitraum \| Wo. ges. \| Interpret \| Titel \| Zusätzliche Informationen \| \| (Zeitraum, Wochen auf Platz eins, Interpret, Titel, zusätzliche Informationen) \| \| \| \| \| \| ------------------------------------------------------------------------------ \| -------- \| --------------------------------------------------------- \| --------------------------- \| --------------------------------------------------------------------------------------------------------------------------------------------------------------------------- \| \| 24. November 2012 – 15. Februar 2013 12 Wochen \| 12 \| (Soundtrack) / The Broken Circle Breakdown Bluegrass Band \| The Broken Circle Breakdown \| – \| \| 16. Februar 2013 – 22. Februar 2013 1 Woche \| 1 \| Eels \| Wonderful, Glorious \| – \| \| 23. Februar 2013 – 8. März 2013 2 Wochen \| 2 \| Nick Cave and the Bad Seeds \| Push the Sky Away \| – \| \| 9. März 2013 – 15. März 2013 1 Woche \| 1 \| Axelle Red \| Rouge ardent \| Zum dritten Mal nach 1998 und 2006 belegt die französisch singende Flämin Platz 1 in den flandrischen Charts. In den wallonischen Charts ist es ihr zweites Nummer-2-Album. \| \| 16. März 2013 – 19. April 2013 5 Wochen \| 5 \| David Bowie \| The Next Day \| – \| \| 20. April 2013 – 26. April 2013 1 Woche \| 1 \| Michael Bublé \| To Be Loved \| – \| \| 27. April 2013 – 17. Mai 2013 3 Wochen \| 3 \| Daan \| Le franc Belge \| Viermal stand Daan Stuyven schon auf Platz 2 der Albumcharts, nach mehr als 10 Jahren erreicht er auch einmal die Chartspitze. \| \| 18. Mai 2013 – 24. Mai 2013 1 Woche \| 1 \| Ozark Henry \| Stay Gold \| Stay Gold ist das dritte Studioalbum in Folge des belgischen Musikers und Komponisten, das Platz 1 und Platinstatus erreicht. \| \| 25. Mai 2013 – 14. Juni 2013 3 Wochen (insgesamt 4) \| 4 \| Daft Punk \| Random Access Memories \| – \| \| 15. Juni 2013 – 21. Juni 2013 1 Woche \| 1 \| Queens of the Stone Age \| … Like Clockwork \| – \| \| 22. Juni 2013 – 28. Juni 2013 1 Woche (insgesamt 4) \| 4 \| Daft Punk \| Random Access Memories \| – \| \| 29. Juni 2013 – 12. Juli 2013 2 Wochen \| 2 \| Milk Inc. \| Undercover \| – \| \| 13. Juli 2013 – 9. August 2013 4 Wochen \| 4 \| Editors \| The Weight of Your Love \| – \| \| 10. August 2013 – 30. August 2013 3 Wochen \| 3 \| Christoff \| Christoff & vrienden 2 \| – \| \| 31. August 2013 – 20. September 2013 3 Wochen (insgesamt 19) \| 19 \| Stromae \| Racine carrée \| – \| \| 21. September 2013 – 4. Oktober 2013 2 Wochen \| 2 \| Arctic Monkeys \| AM \| – \| \| 5. Oktober 2013 – 11. Oktober 2013 1 Woche (insgesamt 19) \| 19 \| Stromae \| Racine carrée \| – \| \| 12. Oktober 2013 – 18. Oktober 2013 1 Woche \| 1 \| Agnes Obel \| Aventine \| – \| \| 19. Oktober 2013 – 25. Oktober 2013 1 Woche (insgesamt 19) \| 19 \| Stromae \| Racine carrée \| – \| \| 26. Oktober 2013 – 1. November 2013 1 Woche \| 1 \| Pearl Jam \| Lightning Bolt \| – \| \| 2. November 2013 – 8. November 2013 1 Woche (insgesamt 19) \| 19 \| Stromae \| Racine carrée \| – \| \| 9. November 2013 – 15. November 2013 1 Woche \| 1 \| Arcade Fire \| Reflektor \| – \| \| 16. November 2013 – 22. November 2013 1 Woche \| 1 \| Eminem \| The Marshall Mathers LP 2 \| – \| \| 23. November 2013 – 29. November 2013 1 Woche \| 1 \| Hooverphonic \| Reflection \| – \| \| 30. November 2013 – 6. Dezember 2013 1 Woche \| 1 \| Clouseau \| Clouseau \| – \| \| 7. Dezember 2013 – 13. Dezember 2013 1 Woche \| 1 \| One Direction \| Midnight Memories \| – \| \| 14. Dezember 2013 – 17. Januar 2014 5 Wochen (insgesamt 19) \| 19 \| Stromae \| Racine carrée \| – \| |                                                  |                                                           |                                                  | |
| ← 2012 |                                                  |                                                           |                                                  | → 2014 → |
| Zeitraum | Wo. ges.                                         | Interpret                                                 | Titel                                            | Zusätzliche Informationen |
| (Zeitraum, Wochen auf Platz eins, Interpret, Titel, zusätzliche Informationen) |                                                  |                                                           |                                                  | |
| 24. November 2012 – 15. Februar 2013 12 Wochen | 12                                               | (Soundtrack) / The Broken Circle Breakdown Bluegrass Band | The Broken Circle Breakdown                      | – |
| 16. Februar 2013 – 22. Februar 2013 1 Woche | 1                                                | Eels                                                      | Wonderful, Glorious                              | – |
| 23. Februar 2013 – 8. März 2013 2 Wochen | 2                                                | Nick Cave and the Bad Seeds                               | Push the Sky Away                                | – |
| 9. März 2013 – 15. März 2013 1 Woche | 1                                                | Axelle Red                                                | Rouge ardent                                     | Zum dritten Mal nach 1998 und 2006 belegt die französisch singende Flämin Platz 1 in den flandrischen Charts. In den wallonischen Charts ist es ihr zweites Nummer-2-Album. |
| 16. März 2013 – 19. April 2013 5 Wochen | 5                                                | David Bowie                                               | The Next Day                                     | – |
| 20. April 2013 – 26. April 2013 1 Woche | 1                                                | Michael Bublé                                             | To Be Loved                                      | – |
| 27. April 2013 – 17. Mai 2013 3 Wochen | 3                                                | Daan                                                      | Le franc Belge                                   | Viermal stand Daan Stuyven schon auf Platz 2 der Albumcharts, nach mehr als 10 Jahren erreicht er auch einmal die Chartspitze.                                              |
| 18. Mai 2013 – 24. Mai 2013 1 Woche | 1                                                | Ozark Henry                                               | Stay Gold                                        | Stay Gold ist das dritte Studioalbum in Folge des belgischen Musikers und Komponisten, das Platz 1 und Platinstatus erreicht.                                               |
| 25. Mai 2013 – 14. Juni 2013 3 Wochen (insgesamt 4) | 4                                                | Daft Punk                                                 | Random Access Memories                           | – |
| 15. Juni 2013 – 21. Juni 2013 1 Woche | 1                                                | Queens of the Stone Age                                   | … Like Clockwork                                 | – |
| 22. Juni 2013 – 28. Juni 2013 1 Woche (insgesamt 4) | 4                                                | Daft Punk                                                 | Random Access Memories                           | – |
| 29. Juni 2013 – 12. Juli 2013 2 Wochen | 2                                                | Milk Inc.                                                 | Undercover                                       | – |
| 13. Juli 2013 – 9. August 2013 4 Wochen | 4                                                | Editors                                                   | The Weight of Your Love                          | – |
| 10. August 2013 – 30. August 2013 3 Wochen | 3                                                | Christoff                                                 | Christoff & vrienden 2                           | – |
| 31. August 2013 – 20. September 2013 3 Wochen (insgesamt 19) | 19                                               | Stromae                                                   | Racine carrée                                    | – |
| 21. September 2013 – 4. Oktober 2013 2 Wochen | 2                                                | Arctic Monkeys                                            | AM                                               | – |
| 5. Oktober 2013 – 11. Oktober 2013 1 Woche (insgesamt 19) | 19                                               | Stromae                                                   | Racine carrée                                    | – |
| 12. Oktober 2013 – 18. Oktober 2013 1 Woche | 1                                                | Agnes Obel                                                | Aventine                                         | – |
| 19. Oktober 2013 – 25. Oktober 2013 1 Woche (insgesamt 19) | 19                                               | Stromae                                                   | Racine carrée                                    | – |
| 26. Oktober 2013 – 1. November 2013 1 Woche | 1                                                | Pearl Jam                                                 | Lightning Bolt                                   | – |
| 2. November 2013 – 8. November 2013 1 Woche (insgesamt 19) | 19                                               | Stromae                                                   | Racine carrée                                    | – |
| 9. November 2013 – 15. November 2013 1 Woche | 1                                                | Arcade Fire                                               | Reflektor                                        | – |
| 16. November 2013 – 22. November 2013 1 Woche | 1                                                | Eminem                                                    | The Marshall Mathers LP 2                        | – |
| 23. November 2013 – 29. November 2013 1 Woche | 1                                                | Hooverphonic                                              | Reflection                                       | – |
| 30. November 2013 – 6. Dezember 2013 1 Woche | 1                                                | Clouseau                                                  | Clouseau                                         | – |
| 7. Dezember 2013 – 13. Dezember 2013 1 Woche | 1                                                | One Direction                                             | Midnight Memories                                | – |
| 14. Dezember 2013 – 17. Januar 2014 5 Wochen (insgesamt 19) | 19                                               | Stromae                                                   | Racine carrée                                    | – |

### Jahreshitparaden
| ← 2012 ← | Liste der Nummer-eins-Hits in Belgien (Flandern) | Liste der Nummer-eins-Hits in Belgien (Flandern)                                      | Liste der Nummer-eins-Hits in Belgien (Flandern) | 2014 →   |
| \| Singles \| Position# \| Alben \| \| ----------------------------------------------------------------------------------------------------------------------------- \| --------- \| ------------------------------------------------------------------------------------- \| \| Wake Me Up Avicii Aloe Blacc, Tim Bergling, Michael Aaron Einziger \| 1 \| Racine carrée Stromae \| \| Get Lucky Daft Punk feat. Pharrell Williams Pharrell L. Williams, Nile Rodgers, Guy-Manuel de Homem-Christo, Thomas Bangalter \| 2 \| The Broken Circle Breakdown (Soundtrack) / The Broken Circle Breakdown Bluegrass Band \| \| Blurred Lines Robin Thicke feat. T.I. & Pharrell Pharrell L. Williams, Robin Thicke, Clifford Joseph Harris \| 3 \| Random Access Memories Daft Punk \| \| Animals Martin Garrix Martijn G. Garritsen \| 4 \| Rouge ardent Axelle Red \| \| Can’t Hold Us Macklemore & Ryan Lewis feat. Ray Dalton Ben Haggerty, Ryan S. Lewis, Ray Dalton \| 5 \| Unorthodox Jukebox Bruno Mars \| \| Thrift Shop Macklemore & Ryan Lewis feat. Wanz Ben Haggerty, Ryan S. Lewis \| 6 \| Stay Gold Ozark Henry \| \| Formidable Stromae Paul Van Haver \| 7 \| The Weight of Your Love Editors \| \| Scream & Shout Will.i.am feat. Britney Spears William Adams, Jean-Baptiste Kouame, Jef Martens, Tula Paulinea Contostavlos \| 8 \| 21 Adele \| \| Papaoutai Stromae Paul Van Haver \| 9 \| Push the Sky Away Nick Cave and the Bad Seeds \| \| Pompeii Bastille Daniel Campbell Smith \| 10 \| The Next Day David Bowie \| |                                                  |                                                                                       |                                                  |          |
| ← 2012 |                                                  |                                                                                       |                                                  | → 2014 → |
| Singles | Position#                                        | Alben                                                                                 |                                                  |          |
| Wake Me Up Avicii Aloe Blacc, Tim Bergling, Michael Aaron Einziger | 1                                                | Racine carrée Stromae                                                                 |                                                  |          |
| Get Lucky Daft Punk feat. Pharrell Williams Pharrell L. Williams, Nile Rodgers, Guy-Manuel de Homem-Christo, Thomas Bangalter | 2                                                | The Broken Circle Breakdown (Soundtrack) / The Broken Circle Breakdown Bluegrass Band |                                                  |          |
| Blurred Lines Robin Thicke feat. T.I. & Pharrell Pharrell L. Williams, Robin Thicke, Clifford Joseph Harris | 3                                                | Random Access Memories Daft Punk                                                      |                                                  |          |
| Animals Martin Garrix Martijn G. Garritsen | 4                                                | Rouge ardent Axelle Red                                                               |                                                  |          |
| Can’t Hold Us Macklemore & Ryan Lewis feat. Ray Dalton Ben Haggerty, Ryan S. Lewis, Ray Dalton | 5                                                | Unorthodox Jukebox Bruno Mars                                                         |                                                  |          |
| Thrift Shop Macklemore & Ryan Lewis feat. Wanz Ben Haggerty, Ryan S. Lewis | 6                                                | Stay Gold Ozark Henry                                                                 |                                                  |          |
| Formidable Stromae Paul Van Haver | 7                                                | The Weight of Your Love Editors                                                       |                                                  |          |
| Scream & Shout Will.i.am feat. Britney Spears William Adams, Jean-Baptiste Kouame, Jef Martens, Tula Paulinea Contostavlos | 8                                                | 21 Adele                                                                              |                                                  |          |
| Papaoutai Stromae Paul Van Haver | 9                                                | Push the Sky Away Nick Cave and the Bad Seeds                                         |                                                  |          |
| Pompeii Bastille Daniel Campbell Smith | 10                                               | The Next Day David Bowie                                                              |                                                  |          |

## Wallonien

### Singles
| ← 2012 ← | Liste der Nummer-eins-Hits in Belgien (Wallonie) | Liste der Nummer-eins-Hits in Belgien (Wallonie) | Liste der Nummer-eins-Hits in Belgien (Wallonie)                                                                 | 2014 → |
| \| Zeitraum \| Wo. ges. \| Interpret \| Titel Autor(en) \| Zusätzliche Informationen \| \| (Zeitraum, Wochen auf Platz eins, Interpret, Titel, Autor[en], zusätzliche Informationen) \| \| \| \| \| \| ----------------------------------------------------------------------------------------- \| -------- \| ---------------------------------- \| ---------------------------------------------------------------------------------------------------------------- \| ----------------------------------------------------------------------------------------------------------------------------------------------------------------------- \| \| 1. Dezember 2012 – 18. Januar 2013 7 Wochen \| 7 \| Psy \| Gangnam Style Yoo Gun-hyung, Park Jae-sang \| – \| \| 19. Januar 2013 – 22. Februar 2013 5 Wochen \| 5 \| Will.i.am feat. Britney Spears \| Scream & Shout William Adams, Jean-Baptiste Kouame, Jef Martens, Tula Paulinea Contostavlos \| – \| \| 23. Februar 2013 – 19. April 2013 8 Wochen \| 8 \| Macklemore & Ryan Lewis feat. Wanz \| Thrift Shop Ben Haggerty, Ryan S. Lewis \| – \| \| 20. April 2013 – 26. April 2013 1 Woche \| 1 \| Maître Gims \| J’me tire Musik: Renaud Louis Remi Rebillaud, Gandhi Djuna; Text: Gandhi Djuna, Adama Mickael Diallo \| – \| \| 27. April 2013 – 14. Juni 2013 7 Wochen \| 7 \| Daft Punk feat. Pharrell Williams \| Get Lucky Pharrell L. Williams, Nile Rodgers, Guy-Manuel de Homem-Christo, Thomas Bangalter \| – \| \| 15. Juni 2013 – 2. August 2013 7 Wochen \| 7 \| Stromae \| Formidable Paul Van Haver \| Seinen Durchbruch hatte der belgische Musiker 2009 mit dem internationalen Hit Alors on danse. Nach zwei Jahren ohne jede Chartplatzierung kehrt er auf Platz 1 zurück. \| \| 3. August 2013 – 16. August 2013 2 Wochen (insgesamt 3) \| 3 \| Stromae \| Papaoutai Paul Van Haver \| – \| \| 17. August 2013 – 23. August 2013 1 Woche \| 1 \| Avicii \| Wake Me Up Aloe Blacc, Tim Bergling, Michael Aaron Einziger \| – \| \| 24. August 2013 – 30. August 2013 1 Woche (insgesamt 3) \| 3 \| Stromae \| Papaoutai Paul Van Haver \| – \| \| 31. August 2013 – 15. November 2013 11 Wochen \| 11 \| Martin Garrix \| Animals Martijn G. Garritsen \| – \| \| 16. November 2013 – 22. November 2013 1 Woche \| 1 \| Dvbbs & Borgeous \| Tsunami Niles Hollowell-Dhar, Chris van den Hoef, Alex van den Hoef, John James Borger Jr. \| – \| \| 23. November 2013 – 29. November 2013 1 Woche \| 1 \| Lorde \| Royals Ella Marija Lani Yelich O’Connor, Joel Little \| – \| \| 30. November 2013 – 20. Dezember 2013 3 Wochen (insgesamt 5) \| 5 \| Stromae \| Tous les mêmes Paul Van Haver \| – \| \| 21. Dezember 2013 – 27. Dezember 2013 1 Woche \| 1 \| Avicii \| Hey Brother Vincent Fred Pontare, Salem Lars Al Fakir, Tim Bergling, Ash Pournouri, Veronica Sandra Karin Maggio \| – \| \| 28. Dezember 2013 – 10. Januar 2014 2 Wochen (insgesamt 5) \| 5 \| Stromae \| Tous les mêmes Paul Van Haver \| – \| |                                                  |                                                  | | |
| ← 2012 |                                                  |                                                  | | → 2014 → |
| Zeitraum | Wo. ges.                                         | Interpret                                        | Titel Autor(en)                                                                                                  | Zusätzliche Informationen |
| (Zeitraum, Wochen auf Platz eins, Interpret, Titel, Autor[en], zusätzliche Informationen) |                                                  |                                                  | | |
| 1. Dezember 2012 – 18. Januar 2013 7 Wochen | 7                                                | Psy                                              | Gangnam Style Yoo Gun-hyung, Park Jae-sang                                                                       | – |
| 19. Januar 2013 – 22. Februar 2013 5 Wochen | 5                                                | Will.i.am feat. Britney Spears                   | Scream & Shout William Adams, Jean-Baptiste Kouame, Jef Martens, Tula Paulinea Contostavlos                      | – |
| 23. Februar 2013 – 19. April 2013 8 Wochen | 8                                                | Macklemore & Ryan Lewis feat. Wanz               | Thrift Shop Ben Haggerty, Ryan S. Lewis                                                                          | – |
| 20. April 2013 – 26. April 2013 1 Woche | 1                                                | Maître Gims                                      | J’me tire Musik: Renaud Louis Remi Rebillaud, Gandhi Djuna; Text: Gandhi Djuna, Adama Mickael Diallo             | – |
| 27. April 2013 – 14. Juni 2013 7 Wochen | 7                                                | Daft Punk feat. Pharrell Williams                | Get Lucky Pharrell L. Williams, Nile Rodgers, Guy-Manuel de Homem-Christo, Thomas Bangalter                      | – |
| 15. Juni 2013 – 2. August 2013 7 Wochen | 7                                                | Stromae                                          | Formidable Paul Van Haver                                                                                        | Seinen Durchbruch hatte der belgische Musiker 2009 mit dem internationalen Hit Alors on danse. Nach zwei Jahren ohne jede Chartplatzierung kehrt er auf Platz 1 zurück. |
| 3. August 2013 – 16. August 2013 2 Wochen (insgesamt 3) | 3                                                | Stromae                                          | Papaoutai Paul Van Haver                                                                                         | – |
| 17. August 2013 – 23. August 2013 1 Woche | 1                                                | Avicii                                           | Wake Me Up Aloe Blacc, Tim Bergling, Michael Aaron Einziger                                                      | – |
| 24. August 2013 – 30. August 2013 1 Woche (insgesamt 3) | 3                                                | Stromae                                          | Papaoutai Paul Van Haver                                                                                         | – |
| 31. August 2013 – 15. November 2013 11 Wochen | 11                                               | Martin Garrix                                    | Animals Martijn G. Garritsen                                                                                     | – |
| 16. November 2013 – 22. November 2013 1 Woche | 1                                                | Dvbbs & Borgeous                                 | Tsunami Niles Hollowell-Dhar, Chris van den Hoef, Alex van den Hoef, John James Borger Jr.                       | – |
| 23. November 2013 – 29. November 2013 1 Woche | 1                                                | Lorde                                            | Royals Ella Marija Lani Yelich O’Connor, Joel Little                                                             | – |
| 30. November 2013 – 20. Dezember 2013 3 Wochen (insgesamt 5) | 5                                                | Stromae                                          | Tous les mêmes Paul Van Haver                                                                                    | – |
| 21. Dezember 2013 – 27. Dezember 2013 1 Woche | 1                                                | Avicii                                           | Hey Brother Vincent Fred Pontare, Salem Lars Al Fakir, Tim Bergling, Ash Pournouri, Veronica Sandra Karin Maggio | – |
| 28. Dezember 2013 – 10. Januar 2014 2 Wochen (insgesamt 5) | 5                                                | Stromae                                          | Tous les mêmes Paul Van Haver                                                                                    | – |

### Alben
| ← 2012 ← | Liste der Nummer-eins-Hits in Belgien (Wallonie) | Liste der Nummer-eins-Hits in Belgien (Wallonie) | Liste der Nummer-eins-Hits in Belgien (Wallonie) | 2014 →                                                                                        |
| \| Zeitraum \| Wo. ges. \| Interpret \| Titel \| Zusätzliche Informationen \| \| (Zeitraum, Wochen auf Platz eins, Interpret, Titel, zusätzliche Informationen) \| \| \| \| \| \| ------------------------------------------------------------------------------ \| -------- \| -------------- \| ------------------------------- \| --------------------------------------------------------------------------------------------- \| \| 29. Dezember 2012 – 18. Januar 2013 3 Wochen \| 3 \| Céline Dion \| Sans attendre \| – \| \| 19. Januar 2013 – 22. Februar 2013 5 Wochen \| 5 \| Pascal Obispo \| Millésimes \| – \| \| 23. Februar 2013 – 15. März 2013 3 Wochen \| 3 \| Indochine \| Black City Parade \| – \| \| 16. März 2013 – 22. März 2013 1 Woche \| 1 \| David Bowie \| The Next Day \| – \| \| 23. März 2013 – 5. April 2013 2 Wochen \| 2 \| Les Enfoirés \| La boîte à musique des Enfoirés \| – \| \| 6. April 2013 – 12. April 2013 1 Woche \| 1 \| Depeche Mode \| Delta Machine \| – \| \| 13. April 2013 – 26. April 2013 2 Wochen \| 2 \| Puggy \| To Win the World \| – \| \| 27. April 2013 – 3. Mai 2013 1 Woche \| 1 \| Lara Fabian \| Le secret \| – \| \| 4. Mai 2013 – 24. Mai 2013 3 Wochen \| 3 \| Frank Michael \| Quelques mots d’amour \| – \| \| 25. Mai 2013 – 14. Juni 2013 3 Wochen \| 3 \| Daft Punk \| Random Access Memories \| – \| \| 15. Juni 2013 – 21. Juni 2013 1 Woche \| 1 \| Jenifer \| Ma déclaration \| – \| \| 22. Juni 2013 – 23. August 2013 9 Wochen \| 9 \| Christophe Maé \| Je veux du bonheur \| – \| \| 24. August 2013 – 30. August 2013 1 Woche \| 1 \| Maître Gims \| Subliminal \| – \| \| 31. August 2013 – 15. November 2013 11 Wochen (insgesamt 37) \| 37 \| Stromae \| Racine carrée \| Mit 12 Platin-Auszeichnungen ist das Album eines der erfolgreichsten aller Zeiten in Belgien. \| \| 16. November 2013 – 22. November 2013 1 Woche \| 1 \| Florent Pagny \| Vieillir avec toi \| – \| \| 23. November 2013 – 28. Februar 2014 14 Wochen (insgesamt 37) \| 37 \| Stromae \| Racine carrée \| – \| |                                                  |                                                  |                                                  |                                                                                               |
| ← 2012 |                                                  |                                                  |                                                  | → 2014 →                                                                                      |
| Zeitraum | Wo. ges.                                         | Interpret                                        | Titel                                            | Zusätzliche Informationen                                                                     |
| (Zeitraum, Wochen auf Platz eins, Interpret, Titel, zusätzliche Informationen) |                                                  |                                                  |                                                  |                                                                                               |
| 29. Dezember 2012 – 18. Januar 2013 3 Wochen | 3                                                | Céline Dion                                      | Sans attendre                                    | –                                                                                             |
| 19. Januar 2013 – 22. Februar 2013 5 Wochen | 5                                                | Pascal Obispo                                    | Millésimes                                       | –                                                                                             |
| 23. Februar 2013 – 15. März 2013 3 Wochen | 3                                                | Indochine                                        | Black City Parade                                | –                                                                                             |
| 16. März 2013 – 22. März 2013 1 Woche | 1                                                | David Bowie                                      | The Next Day                                     | –                                                                                             |
| 23. März 2013 – 5. April 2013 2 Wochen | 2                                                | Les Enfoirés                                     | La boîte à musique des Enfoirés                  | –                                                                                             |
| 6. April 2013 – 12. April 2013 1 Woche | 1                                                | Depeche Mode                                     | Delta Machine                                    | –                                                                                             |
| 13. April 2013 – 26. April 2013 2 Wochen | 2                                                | Puggy                                            | To Win the World                                 | –                                                                                             |
| 27. April 2013 – 3. Mai 2013 1 Woche | 1                                                | Lara Fabian                                      | Le secret                                        | –                                                                                             |
| 4. Mai 2013 – 24. Mai 2013 3 Wochen | 3                                                | Frank Michael                                    | Quelques mots d’amour                            | –                                                                                             |
| 25. Mai 2013 – 14. Juni 2013 3 Wochen | 3                                                | Daft Punk                                        | Random Access Memories                           | –                                                                                             |
| 15. Juni 2013 – 21. Juni 2013 1 Woche | 1                                                | Jenifer                                          | Ma déclaration                                   | –                                                                                             |
| 22. Juni 2013 – 23. August 2013 9 Wochen | 9                                                | Christophe Maé                                   | Je veux du bonheur                               | –                                                                                             |
| 24. August 2013 – 30. August 2013 1 Woche | 1                                                | Maître Gims                                      | Subliminal                                       | –                                                                                             |
| 31. August 2013 – 15. November 2013 11 Wochen (insgesamt 37) | 37                                               | Stromae                                          | Racine carrée                                    | Mit 12 Platin-Auszeichnungen ist das Album eines der erfolgreichsten aller Zeiten in Belgien. |
| 16. November 2013 – 22. November 2013 1 Woche | 1                                                | Florent Pagny                                    | Vieillir avec toi                                | –                                                                                             |
| 23. November 2013 – 28. Februar 2014 14 Wochen (insgesamt 37) | 37                                               | Stromae                                          | Racine carrée                                    | –                                                                                             |

### Jahreshitparaden
| ← 2012 ← | Liste der Nummer-eins-Hits in Belgien (Wallonie) | Liste der Nummer-eins-Hits in Belgien (Wallonie) | Liste der Nummer-eins-Hits in Belgien (Wallonie) | 2014 →   |
| \| Singles \| Position# \| Alben \| \| ----------------------------------------------------------------------------------------------------------------------------- \| --------- \| --------------------------------- \| \| Papaoutai Stromae Paul Van Haver \| 1 \| Racine carrée Stromae \| \| Formidable Stromae Paul Van Haver \| 2 \| Je veux du bonheur Christophe Maé \| \| Get Lucky Daft Punk feat. Pharrell Williams Pharrell L. Williams, Nile Rodgers, Guy-Manuel de Homem-Christo, Thomas Bangalter \| 3 \| … Les Enfoirés \| \| Scream & Shout Will.i.am feat. Britney Spears William Adams, Jean-Baptiste Kouame, Jef Martens, Tula Paulinea Contostavlos \| 4 \| Random Access Memories Daft Punk \| \| Thrift Shop Macklemore & Ryan Lewis feat. Wanz Ben Haggerty, Ryan S. Lewis \| 5 \| To Win the World Puggy \| \| Blurred Lines Robin Thicke feat. T.I. & Pharrell Pharrell L. Williams, Robin Thicke, Clifford Joseph Harris \| 6 \| Millésimes Pascal Obispo \| \| Animals Martin Garrix Martijn G. Garritsen \| 7 \| Black City Parade Indochine \| \| Wake Me Up Avicii Aloe Blacc, Tim Bergling, Michael Aaron Einziger \| 8 \| Unorthodox Jukebox Bruno Mars \| \| Can’t Hold Us Macklemore & Ryan Lewis feat. Ray Dalton Ben Haggerty, Ryan S. Lewis, Ray Dalton \| 9 \| Sans attendre Céline Dion \| \| J’me tire Maître Gims Musik: Renaud Louis Remi Rebillaud, Gandhi Djuna; Text: Gandhi Djuna, Adama Mickael Diallo \| 10 \| Delta Machine Depeche Mode \| |                                                  |                                                  |                                                  |          |
| ← 2012 |                                                  |                                                  |                                                  | → 2014 → |
| Singles | Position#                                        | Alben                                            |                                                  |          |
| Papaoutai Stromae Paul Van Haver | 1                                                | Racine carrée Stromae                            |                                                  |          |
| Formidable Stromae Paul Van Haver | 2                                                | Je veux du bonheur Christophe Maé                |                                                  |          |
| Get Lucky Daft Punk feat. Pharrell Williams Pharrell L. Williams, Nile Rodgers, Guy-Manuel de Homem-Christo, Thomas Bangalter | 3                                                | … Les Enfoirés                                   |                                                  |          |
| Scream & Shout Will.i.am feat. Britney Spears William Adams, Jean-Baptiste Kouame, Jef Martens, Tula Paulinea Contostavlos | 4                                                | Random Access Memories Daft Punk                 |                                                  |          |
| Thrift Shop Macklemore & Ryan Lewis feat. Wanz Ben Haggerty, Ryan S. Lewis | 5                                                | To Win the World Puggy                           |                                                  |          |
| Blurred Lines Robin Thicke feat. T.I. & Pharrell Pharrell L. Williams, Robin Thicke, Clifford Joseph Harris | 6                                                | Millésimes Pascal Obispo                         |                                                  |          |
| Animals Martin Garrix Martijn G. Garritsen | 7                                                | Black City Parade Indochine                      |                                                  |          |
| Wake Me Up Avicii Aloe Blacc, Tim Bergling, Michael Aaron Einziger | 8                                                | Unorthodox Jukebox Bruno Mars                    |                                                  |          |
| Can’t Hold Us Macklemore & Ryan Lewis feat. Ray Dalton Ben Haggerty, Ryan S. Lewis, Ray Dalton | 9                                                | Sans attendre Céline Dion                        |                                                  |          |
| J’me tire Maître Gims Musik: Renaud Louis Remi Rebillaud, Gandhi Djuna; Text: Gandhi Djuna, Adama Mickael Diallo | 10                                               | Delta Machine Depeche Mode                       |                                                  |          |